# コーラルカーム
コーラルカームは、ダイビング事業、物販事業、複合店舗事業を行なう沖縄県宜野湾市の企業。

## 沿革
- 2005年10月 - 有限会社コーラルカーム設立。
- 2007年10月 - 株式会社コーラルカームへ組織変更。
- 2008年12月9日  - 日本証券業協会グリーンシート銘柄指定[1]。
- 2009年8月31日 - グリーンシート指定取消[2]。
- 2010年2月 - 物販事業を開始。
- 2010年11月 - 那覇市にカフェ・バー店舗営業開始。